# Fabiano Fontanelli
Fabiano Fontanelli (Faenza, Ravenna, Emília-Romanya, 24 d'abril de 1965) és un ciclista italià, que fou professional entre 1989 i 2003.
En el seu palmarès destaca la victòria en quatre victòries d'etapa del Giro d'Itàlia. La seva millor temporada fou el 1996, quan aconseguí 8 victòries i acabà cinquè en tres curses de la Copa del món. Aquell mateix any un control positiu per testosterona a l'Amstel Gold Race li suposà una sanció de sis mesos.
Membre de l'equip Mercatone Uno a partir de 1998, acompanyà Marco Pantani en el seu doblet Giro d'Itàlia-Tour de França.
El 2001 li fou detectar un hematòcrit superior al 50%, cosa que el va dur a no poder competir durant 15 dies i ser el primer ciclista a ser sotmès a la prova de detecció d'orina de l'EPO.
El 2005 passa a ser director esportiu de l'equip Navigare.

## Palmarès
- 1989
  - Vencedor d'una etapa al Giro a Calàbria
- 1991
  - 1r al Giro de la Pulla i vencedor de 2 etapes
- 1993
  - 1r al Giro de la Província de Reggio Calàbria
  - Vencedor de 2 etapes de la Settimana Ciclistica Bergamasca
  - Vencedor d'una etapa al Giro d'Itàlia
  - Vencedor d'una etapa a la Volta a Polònia
- 1994
  - Vencedor de 2 etapes del Clàssic RCN
  - Vencedor de 2 etapes de la Settimana Ciclistica Bergamasca
  - Vencedor d'una etapa del Clàssic Bogotà
  - Vencedor d'una etapa de la Vueta a los Valles Mineros
- 1995
  - 1r al Gran Premi Pino Cerami
  - Vencedor de 2 etapes del Giro a Calàbria
  - Vencedor d'una etapa del Clàssic Bogotà
  - Vencedor de 2 etapes a la Volta a Luxemburg
- 1996
  - 1r al Giro de l'Etna
  - 1r al Trofeu Pantalica
  - 1r al Gran Premi d'Obertura La Marseillaise
  - Vencedor d'una etapa al Giro d'Itàlia
  - Vencedor d'una etapa a la Tirrena-Adriàtica
  - Vencedor d'una etapa al Giro del Trentino
  - Vencedor d'una etapa al Tour del Mediterrani
- 1997
  - Vencedor de 2 etapes al Tour de Langkawi
  - Vencedor d'una etapa al Giro d'Itàlia
- 1998
  - Vencedor d'una etapa al Giro d'Itàlia
- 1999
  - 1r a la París-Camembert
  - Vencedor d'una etapa de la Setmana Catalana
- 2000
  - Vencedor d'una etapa al Memorial Cecchi Gori
- 2001
  - Vencedor d'una etapa de la Volta a Astúries
- 2002
  - 1r al Giro de la Província de Lucca i vencedor d'una etapa
  - 1r al Gran Premi Ciutat de Rio Saliceto e Correggio

### Resultats al Tour de França
- 1994. No surt (7a etapa)
- 1997. Abandona (4a etapa)
- 1998. 72è de la classificació general
- 2000. Abandona (12a etapa)

### Resultats al Giro d'Itàlia
- 1991. 120è de la classificació general
- 1992. 142è de la classificació general
- 1993. 118è de la classificació general. Vencedor d'etapa
- 1994. 68è de la classificació general
- 1996. ? Vencedor d'etapa
- 1997. 92è de la classificació general. Vencedor d'etapa
- 1998. Fora de control (17a etapa). Vencedor d'etapa
- 1999. Exclusió de l'equip Mercatone Uno (21a etapa)
- 2000. 93è de la classificació general
- 2002. 135è de la classificació general
- 2003. 91è de la classificació general

### Resultats a la Volta a Espanya
- 1993. Abandona (11a etapa)
- 2001. Abandona (11a etapa)